# Erich Karlewski
Erich Karlewski (* 20. September 1874 in Klötzen; † 24. Dezember 1946 im Speziallager Nr. 1 Mühlberg) war ein deutscher General der Flieger der Luftwaffe im Zweiten Weltkrieg.

## Leben
Beförderungen
- 21. April 1894 Fähnrich
- 27. Januar 1895 Sekondeleutnant
- 14. Februar 1905 Oberleutnant
- 21. April 1911 Charakter als Hauptmann
- 13. September 1911 Patent als Hauptmann
- 27. Januar 1918 Major
- 1. Juli 1923 Oberstleutnant
- 1. April 1928 Oberst
- 1. Oktober 1931 Generalmajor
- 30. September 1932 Charakter Generalleutnant
- 1. Oktober 1936 Generalleutnant (RDA erhalten)
- 31. März 1938 General der Flieger

Karlewski trat am 1. April 1893 als Fahnenjunker in das Fußartillerie-Regiment „von Dieskau“ (Schlesisches) Nr. 6 ein, wo er bis Ende September 1906 verblieb. Während dieser Zeit agierte er auch als Kompanieoffizier und besuchte vom 1. Oktober 1897 bis Juli 1898 die Vereinigte Artillerie- und Ingenieurschule in Berlin. Zum 1. Oktober 1906 wechselte er zum Rheinischen Fußartillerie-Regiment Nr. 8 über, wo er erneut als Kompanieoffizier eingesetzt war. Am 21. April 1911 stieg er innerhalb des Regiments zum Kompaniechef auf. Die gleiche Funktion hatte Karlewski vom 17. Februar bis 1. August 1914 im Lehr-Regiment der Fußartillerie-Schule Jüterbog inne.
Nach Ausbruch des Ersten Weltkrieges wechselte er zum 2. August 1914 als Batteriechef zum Garde-Fußartillerie-Regiment über. Dort stieg er am 7. September 1915 zum Bataillonskommandeur auf und hatte diesen Posten bis zum 14. Januar 1917 inne. Anschließend wurde Karlewski in den Stab des Generals des Fußartillerie Nr. 8 beim Armeeoberkommando 6 versetzt. Dort verblieb er bis Mai 1918 und diente im Anschluss hieran, die letzten Kriegsmonate als Kommandeur des Fußartillerie-Regiments „von Linger“ (Ostpreußisches) Nr. 1. Für seine Leistungen während des Krieges wurde Karlewski neben beiden Klassen des Eisernen Kreuzes auch mit dem Ritterkreuz des Königlichen Hausordens von Hohenzollern mit Schwertern sowie dem Verwundetenabzeichen in Schwarz ausgezeichnet.
Zum 18. Dezember 1918 wechselte Karlewski erneut in das Lehr-Regiment der Fußartillerie-Schule Jüterbog über, wo er dann bis Ende September 1919 Verwendung fand. Von der Reichswehr übernommen, wechselte Karlewski am 1. Oktober 1919 zum Artillerie-Regiment 3 über. Dort war er bis Ende September 1920 Abteilungskommandeur und anschließend bis zum 4. Juli 1921 im Stab der III. Abteilung eingesetzt. Von dort wechselte Karlewski am 5. Juli 1921 zur Artillerie-Schule Jüterbog über, wo er bis Ende Januar 1925 als Lehrer fungierte. Zum 1. Februar 1926 stieg er dann zum Leiter der Abteilung 4 im Heereswaffenamt in Berlin auf; eine Funktion, die er bis Ende März 1929 innehielt. 
Im Range eines Obersts wurde Karlewski am 1. April 1929 zum Kommandeur des Artillerie-Regiments 3 ernannt, dessen Posten er jedoch Ende September 1929 wieder abgeben musste, da er zum 1. Oktober 1929 zum Leiter des Prüfwesens im Heereswaffenamt berufen wurde. Am 30. September 1932 schied Karlewski unter Verleihung des Charakters eines Generalleutnants aus der Reichswehr, um anschließend vom 1. Dezember 1932 bis 24. Dezember 1934 als ziviler Militärberater in China zu fungieren.
Am 1. Oktober 1934 wurde Karlewski für die im Aufbau befindliche Luftwaffe reaktiviert und war bis Ende September 1935 Offizier zur besonderen Verwendung im Reichsluftfahrtministerium ohne feste Aufgabenzuweisung. Am 1. Oktober 1935 wurde er zum Kommandeur der Lufttechnischen Akademie in Berlin-Gatow ernannt. Diese Position hatte er dann bis Ende März 1938 inne. Am 31. März 1938 schied er sodann unter Beförderung zum General der Flieger aus dem Wehrdienst aus. Eine Verwendung bis Kriegsende erfolgte nicht mehr.
Im Juni 1945 wurde Karlewski, mittlerweile im Alter von 71 Jahren, von der sowjetischen Besatzungsmacht verhaftet und später im Speziallager Nr. 1 Mühlberg interniert. Dort verstarb er dann im Dezember 1946.